# Teatro San Domenico

L'ex chiesa di San Domenico agli inizi del XX secolo

Il Teatro San Domenico è il teatro cittadino di Crema.

## Dal XIV secolo al 1798: chiesa consacrata
Le prime informazioni sulla presenza domenicana a Crema risalgono al 1294, ma non si conosce né il luogo ove fossero insediati i frati né la loro consistenza numerica. È datata 1332, invece, una donazione effettuata dalla famiglia de Mandoli che cedette a padre Venturino da Bergamo una cappella dedicata a San Pietro Martire ed alcune abitazioni che si trovavano, probabilmente, già in questo luogo poiché l'atto rogato dal notaio Stefanino Poiani cita la Vicina dei Conti di Offanengo sotto cui ricadeva l'area.
Le informazioni nei secoli successivi, tuttavia, sono piuttosto frammentarie poiché quando il convento fu soppresso andò disperso l'archivio con l'impossibilità di ricostruire nel dettaglio le vicende religiose e costruttive del complesso.
Sappiamo di un passaggio di proprietà non databile con insediamento di frati conventuali e una successiva disputa intentata dai domenicani, con ricorsi al podestà e al pontefice, per rientrare di nuovo in possesso del convento nel 1457.
Successivamente vennero effettuati lavori di edificazione ed ampliamento tra il 1463 ed il 1471. Quindi, nel 1519 fu scavata una catacomba, poi riempita senza apparente motivo.
Altre notizie si ricavano dagli atti delle visite vescovili: dopo il 1579 furono sistemati gli altari a seguito della visita del vescovo di Rimini monsignor Giovanni Battista Castelli; ancora sistemazioni di altari furono eseguite dopo la visita di monsignor Gerolamo Regazzoni nel 1583.
Parecchie famiglie vi avevano dei monumenti, come Alessandro Amanio, senatore a Milano nel 1525; oppure alcuni membri De' Guoghi, militari distintisi per i veneziani e qui sepolti nel 1527. È noto, invece, un epitaffio dedicato a Prospero Frecavalli collocato dopo il 1545; inoltre, erano presenti molti sepolcri gentilizi: Albergoni, Alessandri, Barbetta, Bassi, Benzoni, Bondenti, Bonsignori, Castagna, Conti di Camisano, Dolci, Frecavalli, Frugoni, Gambazocca, Gennari, Griffoni Sant'Angelo, Lucini, Marinoni, Monti, Mori, Noce, Oldi, Patrini, Scotti, Secchi, Tadini, Tergnani, Vimercati, Zucchi.
Nel 1614 vi fu insediato il tribunale dell'Inquisizione (primo inquisitore fu fra Giovanni Maria Florano o Florenza da Bologna) da cui l'usanza nel giorno di santa Croce (fino al XVIII secolo) di bruciare libri proibiti sulla piazza antistante il convento. L'ultimo inquisitore, padre Placido Novelli, fu arrestato nel 1797 su ordine dell'avvocato Oliva, commissario del potere esecutivo della giunta giacobina.

## Dal 1798 al 1899: caserma, cavallerizza e scuole
Il 22 giugno 1798 il convento venne soppresso e requisito, cui seguirono le aste per vendere i beni e i terreni di proprietà del convento stesso. Successivamente vi si insediarono le truppe francesi che iniziarono ad operare una serie di cambiamenti al fine di trasformare il complesso in caserma, mentre la ormai ex chiesa fu trasformata in cavallerizza, con rifacimento del pavimento “a rizzata" e imbiancatura delle pareti
Nel 1802 furono operati interventi di ripristino per rimediare ai danni del terremoto di Soncino.
Risalgono al 1809 i lavori per portare ad una larghezza uniforme l'interno: vennero innalzati muri agli altari laterali mentre le finestre della fronte settentrionale furono ampliate, quindi venne abbattuto il campanile. 
Il convento fu adibito casa di ricovero per colerosi nel 1836.
Negli anni quaranta fu abbattuto il terzo chiostro, che occupava gran parte dell'attuale piazza Trento e Trieste, per far posto, a partire dal 1842 alla costruzione del Mercato dei Grani e dei Lini.
Grazie ad offerte di privati, nel 1856 il Comune poté aprire nel convento un ricovero diurno per minori indigenti, per un massimo di 23 accoglienze.
Nel 1865 il piano terreno del secondo chiostro fu adibito all'asilo infantile dedicato al Principe Umberto; pochi anni dopo, nel 1875 si aggiunsero le scuole elementari maschili. Ulteriori aule vennero aggiunte nel 1888 e nel 1897; in quell'anno il secondo chiostro venne tamponato. 
Risale all'anno 1876 l'insediamento della Società operaia generale cremasca di mutuo soccorso tra operai ed artisti, popolarmente abbreviata in Società operaia.
Memorabile dovette essere la prima proiezione cinematografica avvenuta nell'anno 1897.
Nel 1899 lo Stato italiano, subentrato come proprietario dopo l'Unità d'Italia, cedette l'intero complesso al comune di Crema.

## Dal 1902 al 1970: mercato, ospedale, teatro, scuole, palestra

La chiesa verso la metà del XX secolo

Divenuta di proprietà del comune di Crema, gli amministratori dell'epoca destinarono la chiesa a mercato coperto: per questo nel 1904 furono commissionati importanti lavori di trasformazione, quali un ulteriore allargamento delle finestre della fronte settentrionale, l'apertura sulla facciata di due nuove porte laterali oltre a quella centrale, si riaprirono finestre tamponate e vennero realizzati dei lucernari per dare più luce all'interno. Si rifece anche il pavimento.
Con Legge n. 364/1909 la chiesa venne dichiarata monumento nazionale.
Il convento venne adibito negli anni successivi a svariati usi, quale sede di associazioni cittadine e scuole elementari. Tra il 1910 ed il 1912 vi ebbe sede anche la Camera del Lavoro.
Tra il 1915 ed il 1918 chiesa e convento furono adibiti ad ospedale territoriale della Croce Rossa Italiana con 200 letti. Nel 1920 la chiesa tornò a ricoprire il ruolo di mercato coperto.
Nel 1943 il podestà affittò la struttura ad un privato che trasformò l'ex chiesa nel “Cinema-Teatro Nuovo"; per non occupare spazi interni alla facciata fu addossato un “bussolotto" con funzione di biglietteria. L'abside viene adibita ad abitazione del custode e locali di servizio effettuandone la tamponatura e ricavandone una divisione in tre piani.
La Soprintendenza ai Monumenti di Verona nel 1952 pose il vincolo ai sensi della Legge 1089/1939 e subito si mosse per far abbattere la biglietteria.
Mentre il convento fu nel 1964 fu adibito a sede dell'Istituto Professionale Statale per il Commercio, iniziò nei primi anni sessanta una serie di dibattiti sulla destinazione d'uso in vista del termine della concessione al gestore del cinema prevista per il 1963. La concessione fu rinnovata fino al 1969 ma la discussione in merito al cambiamento di destinazione proseguì: l'orientamento degli amministratori dell'epoca fu quello di trasformare la chiesa in palestra ad uso delle scuole cittadine. L'idea portò ad un acceso dibattito sui giornali locali tra sostenitori e detrattori.
Nel giugno 1968 il Consiglio Comunale votò a favore della chiusura del Cinema-Teatro Nuovo, deliberando un primo lotto di lavori del costo di 9 milioni di lire (di provenienza statale).
I lavori per la trasformazione in palestra furono eseguiti nel 1970, preceduti dalla demolizione della biglietteria posticcia.

## Dal 1970 ad oggi: da palestra a teatro cittadino

L'ex chiesa di San Domenico negli anni settanta, con le transenne per proteggere i passanti

Ai lavori per la trasformazione in palestra non seguirono interventi di manutenzione ordinaria e conservativa degli esterni e la chiesa cadde presto in degrado; già nel 1974 il distacco di materiali portò alla transennatura dell'edificio per preservare l'incolumità dei passanti. Agli inizi degli anni ottanta la situazione era notevolmente peggiorata: le colonnine erano parzialmente distaccate, gli intonaci in gran parte scomparsi avevano messo a nudo i mattoni, i cotti ottocenteschi presentavano fessurazioni e crepe, i pluviali erosi ed ossidati facevano acqua con conseguente umidità ascendente sul paramento murario e formazione di essenze botaniche ed efflorescenze.
Verso la metà del decennio si fece più forte l'idea, già blandamente prospettata negli anni settanta, di recuperare il complesso per adibirlo a teatro cittadino: si trattava di un'esigenza sentita per colmare il vuoto del Teatro Sociale andato distrutto nel 1937 a seguito di un incendio; sostenitori furono singoli cittadini, partiti politici, associazioni culturali e studi di architettura. Lo scoglio più grosso, chiaramente, era il reperimento dei fondi.
Nel 1991 una nota azienda petrolifera italiana offrì al comune di Crema un miliardo di lire per il recupero della facciata; i lavori su progetto dello studio Aschedamini iniziarono nel 1992. Nel frattempo furono avviati contatti con la Regione Lombardia per ottenere finanziamenti del fondo Frisl. La regione concesse 1 miliardo e 248 milioni cui si aggiunsero 300 milioni derivati da oneri di urbanizzazione e 500 milioni dovuti da una banca a seguito dell'accorpamento dell'ex Monte di Pietà. Il piano finanziario fu approvato dal consiglio comunale nel mese di novembre 1992.
La facciata della chiesa fu liberata nell'aprile 1994, non senza polemiche per il risultato ottenuto; leggendo la
stampa dell'epoca emergono perplessità per la scelta, peraltro condivisa con la Soprintendenza, di intonacare le parti più manomesse dell'immobile.
Durante gli anni 1994-1996 si mise mano all'interno con il recupero della navata e la realizzazione di servizi igienici In questi anni venne alla luce un problema di staticità della zona absidale con successivo puntellamento strutturale. Fu identificato e riportato alla quota originaria il pavimento e fu consolidata la muratura verso il chiostro.
Nel 1998 una prima apertura dell'aula durò alcune settimane in occasione dell'allestimento della mostra L'estro e la realtà: la pittura a Crema nel Seicento.
Tra il 1998 ed il 2000 fu realizzato un secondo lotto di lavori che riguardò i tetti, le pareti esterne laterali e i chiostri. Fu stabilito che il cedimento absidale era conseguenza dalle forze del muro posticcio - oltre che di macerie derivanti da precedenti interventi  - che, quindi fu demolito.
Nella prima metà del 1999 un ulteriore contributo regionale permise di recuperare con la tecnica del descialbo gli affreschi della volta dell'ex chiesa e dell'antico refettorio. Contemporaneamente furono allestiti il palcoscenico e le poltrone.
Finalmente, la sera del 27 novembre 1999, alla presenza delle massime autorità (il sindaco Claudio Ceravolo, il vescovo di Crema monsignor Angelo Paravisi, il presidente della Provincia di Cremona Gian Carlo Corada) il Teatro San Domenico fu ufficialmente aperto al pubblico; durante la serata inaugurale fu eseguito in prima rappresentazione assoluta l'Eliogabalo di Francesco Cavalli, da un'idea di Chiara Muti, Secondo Pozzali e Roberto Solci (che fu anche il direttore d'orchestra).
Un nuovo lotto di lavori fu intrapreso tra gli anni 2004 e 2005 con opere di consolidamento statico ed il restauro degli affreschi.

## Il civico istituto musicale "Luigi Folcioni"
Istituito nel 1919 a seguito del lascito di Luigi Folcioni, la scuola ebbe sede per un lungo periodo nel palazzo all'angolo tra via Porzi e Via Aldo Moro; venne trasferita al primo piano dell'ex convento agli inizi degli anni 2000.
Propone corsi individuali e di gruppo, sia a indirizzo amatoriale sia a indirizzo professionale/conservatorio, masterclass di alto perfezionamento, certificazioni di competenza.

### La biblioteca
L'Istituto Folcioni conserva anche una biblioteca specializzata, ad accesso riservato, e conta:
- 100 dischi;
- 500 CD-ROM;
- 4.000 stampati musicali;
- 320 manoscritti;
- 4.650 volumi e opuscoli (tra i quali 20 edizioni del XVIII secolo e 300 del XIX secolo.

## Descrizione architettonica

### Esterni
L'ex chiesa è visibile esternamente solo per due lati. La facciata è a capanna divisa in tre parti da due lesene. La parte inferiore è intonacata e contiene i tre portali (quello centrale di dimensioni maggiori) contornati da una cornice ad arco in mattone a vista. I portali oggi hanno la funzione di uscite di sicurezza.
Una cornice con archetti lobati divide la zona inferiore da quella superiore interamente in mattone a vista. Sulla cornice si appoggia centralmente una galleria cieca sopravanzata dal rosone, affiancato da due coppie di gallerie che richiamano quella inferiore. Sopra il rosone è posta una monofora cieca. Le zone laterali sono simmetriche e presentano ciascuna una bifora. Nella zona superiore corrono due loggette che seguono i salienti, interrotte dalla citata monofora. Il coronamento finale è composto da una fila di archetti intrecciati.
Il lato sinistro, quello visibile, è diviso in sette contrafforti con al centro le finestre secondo la forma data agli inizi del '900, di forma rettangolare sostenute da cornici in cotto con motivo ad arco in mattoni a vista. In corrispondenza della quarta campata si apre la porta laterale che assolve anch'essa alla funzione di uscita di sicurezza.

### Interni

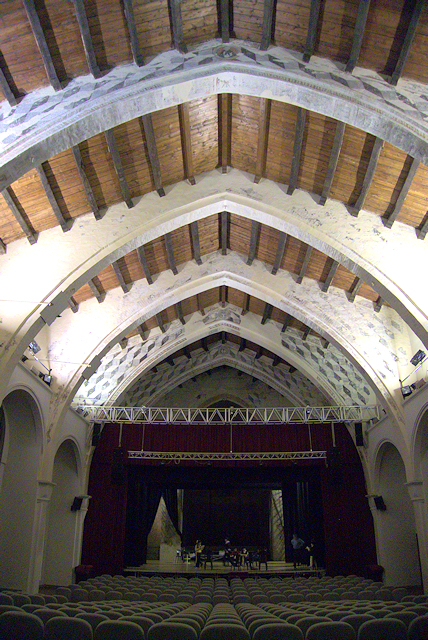
Interno del teatro

L'interno della chiesa è ad aula unica e caratterizzato da grandi archi gotici che sorreggono il tetto a vista, sul quale si aprono due lucernari eseguiti al tempo in cui la chiesa era adibita a mercato. Gli arconi gotici sono sostenuti da semipilastri con capitello cubico.
Le cappelle laterali, oggi del tutto spoglie, hanno volte a botte con ballatoio non praticabile.
Non si conosce al momento quale è stata la sorte degli arredi liturgici della chiesa in seguito alla sua soppressione.
Il presbiterio presenta resti di antiche aperture. La profonda abside poligonale è affiancata da due cappelle laterali delle quali quella di destra permette di accedere alla parte di convento ora adibita a spogliatoi e camerini.
Una porta a destra della ex chiesa ha la funzione di ingresso per i visitatori del teatro in occasione di manifestazioni teatrali. Entrando si giunge al primo chiostro caratterizzato sia da archi a sesto acuto sia da archi a tutto sesto, sostenuti da pilastri poligonali con capitelli cubici. La parte porticata immediatamente a destra dell'ingresso prosegue anche verso il secondo chiostro e termina con l'ingresso laterale di via Verdelli. I portici sono stati in parte tamponati ricavandone finestre o porte. I due centrali adiacenti sono stati attrezzati per l'allestimento di mostre. 
La sala capitolare, ora destinata ad ospitare i camerini del teatro, presenta volte a vela, colonna centrale con capitello cubico e avanzi di bifore gotiche.
Gli interni dei piani superiori profondamente alterati dagli interventi eseguiti all'epoca della sistemazione per ricavarne delle aule scolastiche.
Immediatamente a destra dell'ingresso da piazza Trento e Trieste si trova la biglietteria-foyer ricavata nell'ex refettorio.

### Gli affreschi
I restauri del 1999 permisero il recupero degli affreschi. Nell'aula, sotto i primi due archi sono stati rinvenuti, oltre a disegni geometrici, San Domenico, San Pietro martire con un coltello che gli taglia la testa, una suora, tre frati, un pellegrino dal cappello rosso ed un Leone di San Marco. La datazione dovrebbe risalirsi alla prima metà del XV secolo.
Al terzo ed il quarto arco sono stati riportati alla luce lacerti e porzioni di affreschi. Al quinto e sesto arco una Madonna col Bambino, santa Caterina da Siena ed un papa non identificato.
Il settimo (quello inevitabilmente meno visibile per via delle strutture teatrali) è il più ricco: un Cristo benedicente, una Madonna probabilmente trecentesca, l'arcangelo Gabriele.
La ricerca di affreschi fu compiuta anche nell'ex refettorio (ora biglietteria e foyer) potendo scoprire una serie di dipinti di impronta unitaria, quasi certamente della fine del '400. Si tratta di medaglioni con santi e beati identificati con il proprio nome; alla parete nord: la Madonna annunciata e tracce di una figura perduta; alla parete est: sant'Ambrogio, papa Benedetto XI, san Gregorio, sant'Alberto Magno, beato Giacomo Alemanno e due finte finestre. Alla parete sud: san Nicola di Bari, san Pietro Martire, san Simone. Alla parete ovest: sant'Antonino, beato Ugo da san Caro, tracce di una figura perduta, papa Innocenzo V, un'ulteriore figura perduta, forse sant'Agostino (dal ciò che rimane dell'iscrizione: ...VSTINVS), due finte finestre.
È stato messo in luce anche un affresco di stile seicentesco raffigurante san Domenico, che qualche esperto d'arte ha ipotizzato sia un'opera giovanile di Gian Giacomo Barbelli.

## Altre opere
Nel corridoio d'ingresso (lato settentrionale del primo chiostro) sono appesi cinque cartoni preparatori recuperati da Riccardo Oiraw, unica traccia nota degli affreschi che decoravano il Teatro Sociale ed attribuiti a Luigi Manini e Angelo Bacchetta.

## Opere disperse
| Santa Rosa da Lima, di Giovanni Battista Lucini, collocata al quarto altare sinistra già patronato degli eredi di Giovanni Antonio De Zogli, quindi della Corporazione degli osti; ora è ospitata nella chiesa di San Bernardino degli Osservanti. |
| San Ludovico Bertran, di Giovanni Battista Lucini, collocata all’omonimo altare eretto dalla nobile famiglia Piacenzi; fu acquisita da un privato che negli anni ottanta lo donò alla chiesa di Santa Maria delle Grazie di Milano. |
| San Pietro Martire in preghiera, di Giuseppe Badaracco; era posto dietro l’altare maggiore, fu acquistato dal conte Luigi Tadini prima del 1828 e l’opera è ora ospitata nell’Accademia Tadini di Lovere. |
| Decollazione del Battista, di Jacopo Palma il Giovane, forse collocata all’altare a destra di quello maggiore; ora si trova nella Pinacoteca di Brera a Milano. |
| Canonizzazione di San Pio V, tela di Giuseppe Brina, acquisita dal conte Luigi Tadini ed ora ospitata nell’Accademia Tadini di Lovere. |
| I miracoli di San Pio V, altra opera di Giuseppe Brina acquisita dal conte Luigi Tadini ed ora ospitata nell’Accademia Tadini di Lovere. |
| Il Battesimo di Cristo di Vincenzo Civerchio, altra tela ora ospitata nell’Accademia Tadini di Lovere e la cui collocazione all’interno della chiesa è incerta. |
| Madonna del Rosario col Bambino, San Domenico, un vescovo e devoti di Aurelio Gatti detto il Soiaro, tela verosimilmente collocata presso l’altare dedicato alla Beata Vergine del Rosario e ora ospitata nell’Accademia Tadini di Lovere, riporta la firma e la data dell’autore; la pala fu commissionata al Soiaro che fu preferito a Vincenzo Civerchio che se ne risentì fortemente tanto da abbandonare Crema e terminare la sua esistenza a Milano. |
| La visione del Cristo redentore da parte della Madonna, di San Domenico, di San Francesco e di Santa Caterina di Alessandria di Aurelio Gatti, collocazione incerta all'interno della chiesa, ora ospitata nell’Accademia Tadini di Lovere. |
| La resurrezione di Cristo, i santi Gerolamo e Giovanni Battista, gli offerenti Ottaviano e Domitilla Vimercati di Giovanni Busi, detto il Cariani, ora ospitata nella Pinacoteca di Brera a Milano. Secondo alcune fonti si trovava presso l’altare dedicato a Santa Caterina da Siena di patronato della famiglia Vimercati e commissionata dal conte Ottaviano nel 1520; tuttavia la pala non viene citata dall’ispettore Crespi nel 1774 né compare in alcun inventario stilato all’epoca della sua soppressione, per cui secondo Marianna Belvedere l’opera non proverrebbe dalla chiesa ma dall’abitazione della nobile famiglia; fu venduta da Laura Vimercati a Ludovico Pietrobelli nel 1860; dopo altri passaggi di proprietà, infine, pervenne alla Pinacoteca di Brera nel 1957. |

## Opere perdute
- Circoncisione, di Giovanni Battista Lucini, probabilmente collocata al quinto altare di destra[47].
- San Vincenzo Ferrari, pala di Felice Torelli che si trovava al secondo altare sinistro dotata di cornice dorata e qui collocata nel 1739 in sostituzione di una statua dopo un rinnovamento finanziato dalla famiglia Griffoni Sant’Angelo. Non se ne conosce la destinazione[61].
- San Domenico, altra pala di Felice Torelli che trovava posto alla seconda cappella destra e dotata di cornice dorata.  Non se ne conosce la destinazione[61].
- Misteri del Rosario, sedici quadri di Gian Giacomo Barbelli e posti sulle colonne tra le cappelle, ma se ne perdono le notizie dopo la soppressione[61].
- San Tommaso, citato in un inventario del 1798 senza ulteriori dettagli noti e, probabilmente, collocato nell’altare che si trovava a destra di quello maggiore[61].
- La battaglia di Lepanto, forse posto presso l’altare della Beata Vergine del Rosario, è un quadro citato in un inventario del 1798 senza ulteriori dettagli noti e di cui si ignora la destinazione[50].